# Labeobarbus aeneus
Labeobarbus aeneus és una espècie de peix pertanyent a la família dels ciprínids.

## Descripció
- Fa 50 cm de llargària màxima i 7.837 g de pes.[3][4]

## Reproducció
Es reprodueix des de la primavera fins a l'estiu (després de les primeres pluges importants estacionals) i migra riu amunt per fer la posta damunt de fons de grava.

## Alimentació
Menja caragols, plàncton, mol·luscs petits, insectes, peixets, algues, detritus i puces d'aigua.

## Hàbitat
És un peix d'aigua dolça, potamòdrom, bentopelàgic i de clima subtropical (24°S-33°S).

## Distribució geogràfica
Es troba a Àfrica: Lesotho, Namíbia, Sud-àfrica i Zimbàbue.

## Longevitat
Té una esperança de vida de 12 anys.

## Observacions
És inofensiu per als humans.